# 2014년 2월
| 2014년: 1월 · 2월 · 3월 · 4월 · 5월 · 6월 · 7월 · 8월 · 9월 · 10월 · 11월 · 12월 |

| <          | 2014년 2월 | 2014년 2월 | 2014년 2월 | 2014년 2월 | 2014년 2월 | >          |
| 일         | 월         | 화         | 수         | 목         | 금         | 토         |
|            |            |            |            |            |            | 1 1.2 계묘 |
| 2 3 갑진   | 3 4 을사   | 4 5 병오   | 5 6 정미   | 6 7 무신   | 7 8 기유   | 8 9 경술   |
| 9 10 신해  | 10 11 임자 | 11 12 계축 | 12 13 갑인 | 13 14 을묘 | 14 15 병진 | 15 16 정사 |
| 16 17 무오 | 17 18 기미 | 18 19 경신 | 19 20 신유 | 20 21 임술 | 21 22 계해 | 22 23 갑자 |
| 23 24 을축 | 24 25 병인 | 25 26 정묘 | 26 27 무진 | 27 28 기사 | 28 29 경오 |            |

| - 2월 17일 - 황정순 (배우) - 2월 10일 - 손태곤 (국회의원) - 2월 2일 - 필립 시모어 호프먼 (아카데미 남우주연상 수상자) - 2월 9일 - 스위스 국민투표 - 2월 2일 - 코스타리카 대통령 선거 - 2월 2일 - 타이 총선거 편집하기 |

## 2014년 2월 28일 (금요일)
사회
- 친러시아 무장단체가 우크라이나 크림반도에 위치한 두 공항을 점거하고 러시아 정부가 크림 자치 공화국에 2000여 명의 병력을 파병하다.

경제
- 비트코인의 최대거래소인 마운트곡스가 해킹에 의한 비트코인 상실 등으로 인해 경영파탄 상태에 빠져 일본 법원에 회생절차를 신청하다.

문화
- 브라질 주요 도시에서 카니발 축제가 개막하다.

## 2014년 2월 27일 (목요일)
사회
- 잰 부르어 미국 아리조나 주지사가 동성애자 및 타종교인 대상 서비스 차별법안 승인을 거부하다.

## 2014년 2월 25일 (화요일)
사고
- 미국 국토안보부가 아시아나항공 214편 착륙 사고에 대한 책임을 물어 아시아나 항공에 50만 달러의 벌금을 부과하다.

## 2014년 2월 24일 (월요일)
사회
- 요웨리 무세베니 우간다 대통령이 동성애 차별법에 서명하다.

## 2014년 2월 23일 (일요일)
문화
- 2014년 동계 올림픽이 17일 간의 일정을 끝내고 폐막하다.

## 2014년 2월 22일 (토요일)
정치
- 마테오 렌치가 이탈리아의 총리로 취임하다.
- 빅토르 야누코비치 우크라이나 대통령이 탄핵되어 올렉산드르 투르치노우가 대통령 대행직에 취임하다.

종교
- 교황청이 새 추기경 19명의 서임식을 성 베드로 대성당에서 거행하다.

## 2014년 2월 21일 (금요일)
정치
- 우크라이나 정부와 야당이 연립정부 수립과 조기 총선을 결의하다.

## 2014년 2월 20일 (목요일)
사회
- 대한민국과 조선민주주의인민공화국의 이산가족이 3년 4개월만에 상봉을 하다.

## 2014년 2월 18일 (화요일)
사회
- 우크라이나 키예프에서 반정부 시위가 일어나 100명 이상의 사상자가 발생하다.

## 2014년 2월 17일 (월요일)
국제
- 국제연합 북한인권조사회가 북한 정권을 국제사법재판소에 회부할 것을 권고하다.

사고
- 대한민국 경주시 경주 마우나오션리조트 체육관 지붕이 붕괴되는 사고가 일어나, 부산외국어대학교 학생 등 10명이 사망하다.
- 로마로 향하던 에티오피아 항공기가 부조종사에 의해 납치되어 제네바 공항에 긴급착륙하다.

## 2014년 2월 16일 (일요일)
사고
- 이집트 시나이반도의 타바에서 관광버스 폭탄테러가 발생해 한국인 3명이 사망하다.

## 2014년 2월 15일 (토요일)
정치
- 탐맘 살람이 레바논의 총리로 선출되다.
- 시리아 내전 관련 협상이 성과 없이 종료되다.

사회
- 미국 연방법원이 버지니아주의 동성 결혼 금지법률을 뒤짚는 판결을 내리다.

사고
- 부산광역시 남외항 밖 부두에서 기름 유출 사고가 발생하다.

## 2014년 2월 14일 (금요일)
정치
- 엔리코 레타 이탈리아 총리가 자리에서 물러나다.

## 2014년 2월 13일 (목요일)
문화
- 이집트 룩소르에서 이집트 제17왕조 때 제작된 것으로 추정되는 3600년 전의 미라가 발견되다.

경제
- 한국은행 금융통화위원회가 기준금리를 2.50%로 동결하다.

## 2014년 2월 12일 (수요일)
정치
- 대한민국과 조선민주주의인민공화국이 판문점에 위치한 평화의 집에서 7년 만에 고위급 회담을 열다.
- 스페인 법원이 티베트 독립 운동을 무력 진압한 장쩌민 전 중화인민공화국 주석 및 4명에 대해 체포 영장을 정식으로 발부하다.

## 2014년 2월 11일 (화요일)
정치
- 중화인민공화국과 중화민국이 양안 분단 이후 65년 만에 처음으로 장관급 회담을 열다.

사회
- 무라야마 도미이치 전 일본 총리대신이 대한민국을 방문해 위안부 피해 여성을 만나다.

사고
- 알제리 움엘부아기 주에서 군용기가 추락하는 사건이 일어나, 사망자 77명을 포함한 78명의 사상자가 발생하다.

## 2014년 2월 10일 (월요일)
사회
- 도널드 그레그 전 주한 미국대사가 북한 외무성 초청으로 비공식 방문하다.

## 2014년 2월 9일 (일요일)
선거
- 스위스가 유럽연합으로의 이민을 엄격히 제한하는 이민금지법에 대한 국민투표를 50.34%의 찬성율로 통과시키다.

## 2014년 2월 7일 (금요일)
문화
- 러시아 소치에서 제22회 동계올림픽이 개최되다.

정치
- 파키스탄 정부의 친미정책에 반대하여 7년 간 반군활동을 하던 탈레반이 파키스탄 정부와 평화협상을 시작하다.

문화
- 영국 노퍽주의 해안가에서 80만 년 전 인간의 발자국 50여 개가 발견되다.

## 2014년 2월 4일 (화요일)
사회
- 스코틀랜드 의회가 동성 결혼을 허용하는 법률안을 통과시키다.

## 2014년 2월 3일 (월요일)
경제
- 재닛 옐런이 연장준비제도 의장으로 정식 취임하다.

사회
- 보스니아 헤르체고비나에서 반정부 시위가 일어나, 500명 이상의 사상자가 발생하다.

## 2014년 2월 2일 (일요일)
선거
- 타이 총선거에서 투표율이 50%에 미달한 한편, 반정부 시위가 지속되다.

부고
- 아카데미 남우주연상 수상자인 미국의 배우 필립 시모어 호프먼이 46세로 사망하다.

## 2014년 2월 1일 (토요일)
재난
- 인도네시아 북수마트라주 수마트라섬의 시나붕산이 세 차례 분출하여 15명의 사망자가 발생하다.

사회
- 조류 인플루엔자 의심 신고가 부산광역시와 충청북도 진천군에서도 접수되다.